# Tafelberg (Curaçao)
De Tafelberg is een afgeplatte heuvel, gelegen in het zuidoosten van Curaçao bij het Santa Barbarastrand. 
De Tafelberg is 196 meter hoog. In de omgeving wordt door de Mijnmaatschappij Curaçao kalksteen ontgonnen. De eerste spoorweglijn op het eiland werd gebouwd voor goederentransport, toen in 1874 fosfaatgesteente van de Tafelberg naar de haven aan de Fuikbaai bij Nieuwpoort getransporteerd diende te worden. De Tafelberg is niet het hoogste punt van Curaçao, dat is de in het noordwesten van het eiland gelegen Sint-Christoffelberg.